# Rwenzori-hegység

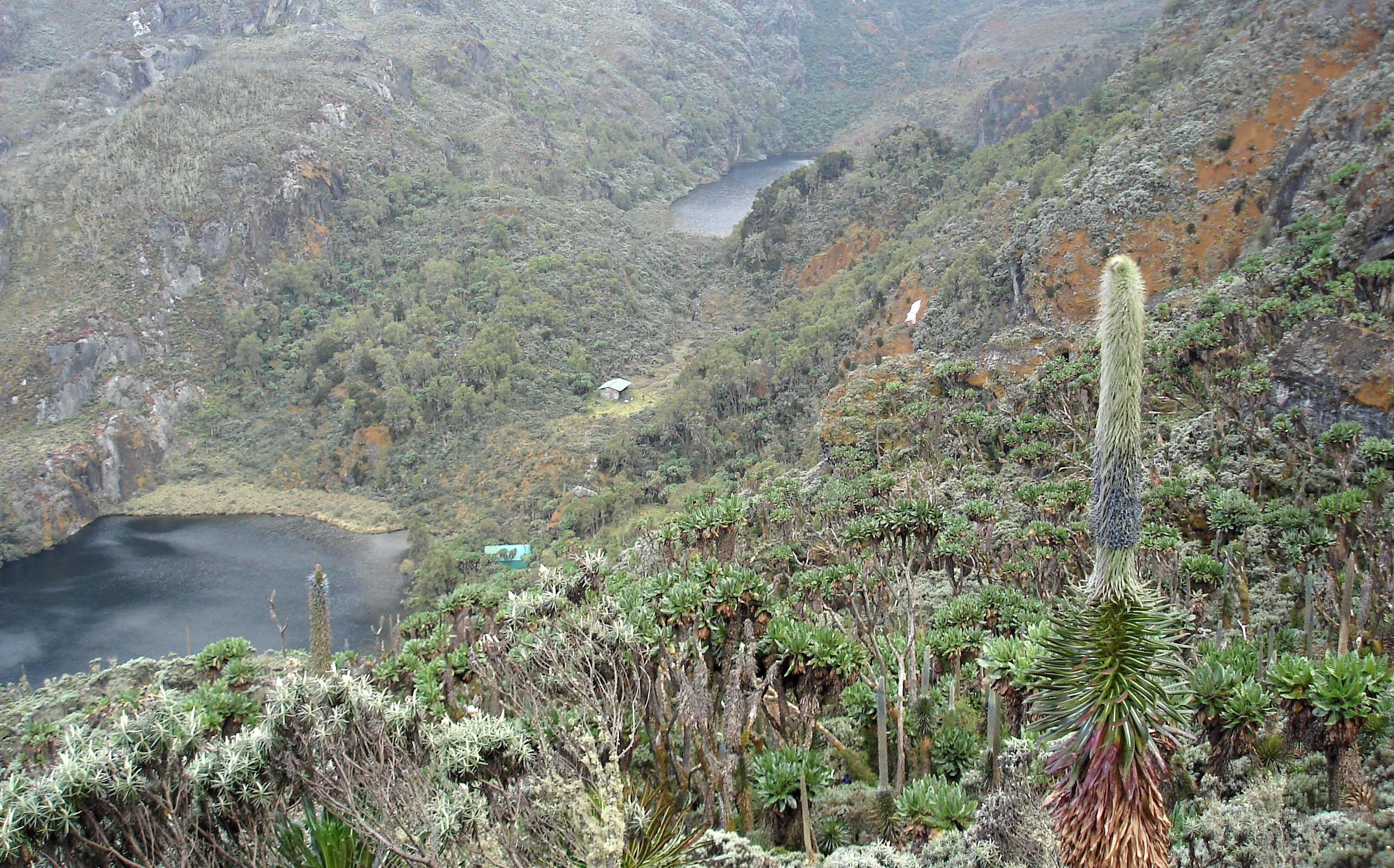
A Kitandara-tó

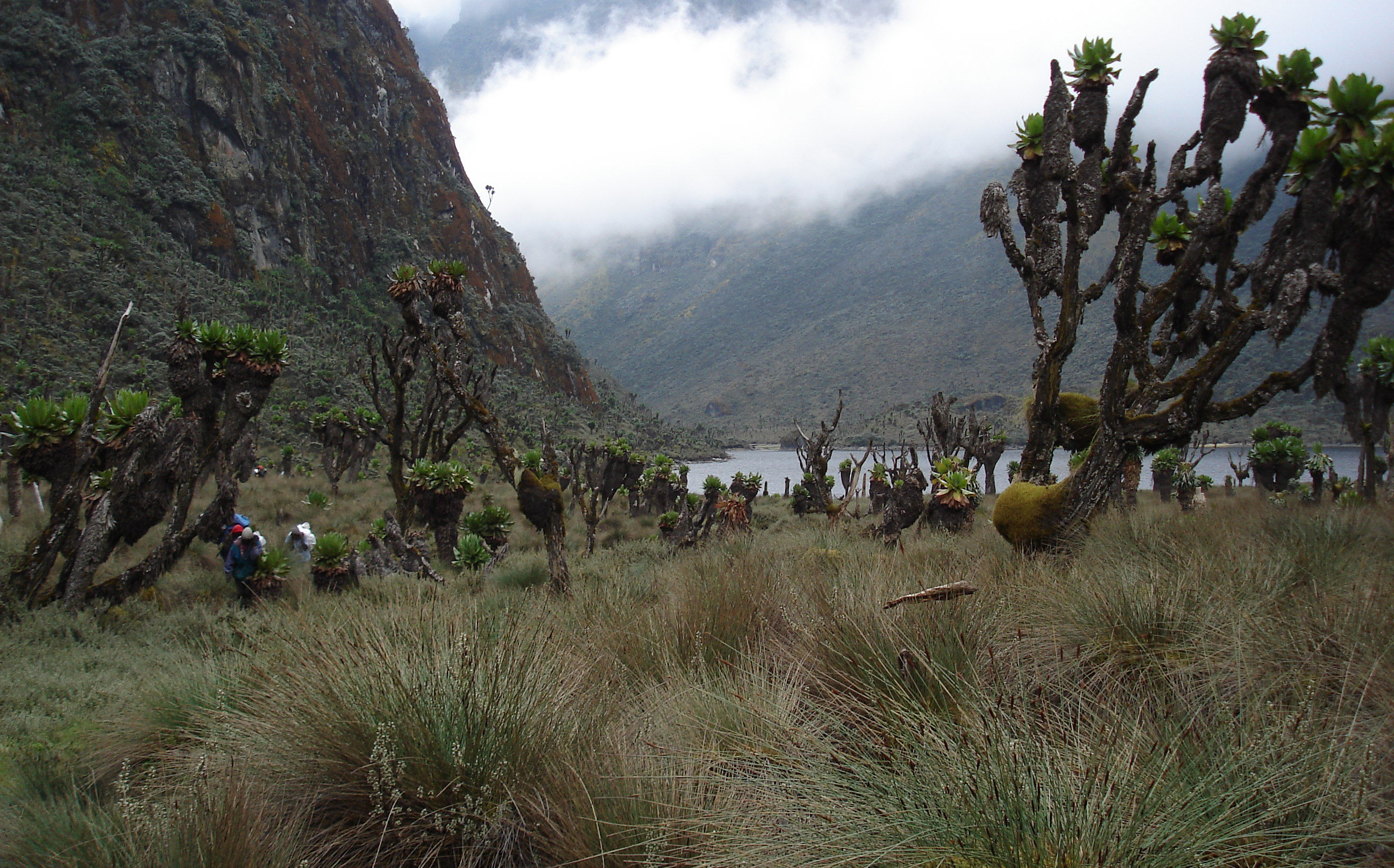
A Bujuku-tó

A Rwenzori-hegység viszonylag kis kiterjedésű, de látványos hegylánc Közép-Afrikában, a Kelet-afrikai árok Albert-hasadék nevű (északi) ágának nyugati oldalán, a Kelet-afrikai magasföld szélén. Legmagasabb pontja 5109 méter. A legmagasabb csúcsokat állandóan hó födi, ami Afrikában kuriózum: ezeken a hegyeken kívül csak a Kilimandzsárónak és a Kenya-hegynek  van állandó hósapkája. A hegylánc jó része a világörökség része; gondozója az ugandai Rwenzori-hegység Nemzeti Park és a kongói Virunga Nemzeti Park.

## Földrajzi helyzete
A 65 kilométer széles hegylánc 120 kilométer hosszan húzódik Uganda és a Kongói Demokratikus Köztársaság határán, az Egyenlítőtől mintegy 50 km-rel északra. A határnak ez a szakasza nem természeti képződményeket követ, hanem vonalzóval húzták meg úgy, hogy sarokpontja a Margarita-csúcs (Margharita peak) legyen.

## Nevének eredete
Hivatalosan körülbelül 1980 óta Rwenzori-hegység a neve, mert ez a forma jobban tükrözi a helyi törzsek által használt elnevezés hangalakját, mint a korábbi Ruwenzori írott alak. Gyakran Mt. Rwenzori néven is utalnak rá.
A Rwenzorit gyakran azonosítják a Ptolemaiosz által leírt hegyekkel, amelyeknek hava szerinte a Nílust táplálják („a Hold hegyei”), de a leírás nem nyújt elegendő bizonyítékot ehhez az azonosításhoz. Mindenesetre ebből kiindulva máig rendszeresen nevezik Hold-hegységnek.

## Felfedezése
Az európai utazók közül először Henry Morton Stanley pillantotta meg 1889-ben. A megelőző két évtized felfedezői valószínűleg az összefüggő felhőtakaró miatt nem látták a hegyeket.
A nem afrikaiak közül elsőként Stanley helyettese és katonai parancsnoka, William Grant Stairs mászott június 7-én az egyik hegyre, amin háromezer méter fölé hatolt. A hóhatárt először a német Franz Ludwig Stuhlmann-nak sikerült megközelítenie 1891-ben (ő ismerte fel a hegység növényzetének övezetes jellegét). A hegység megközelítésének legcélszerűbb, a Mobuku-völgyben vezető útvonalát G. F. Scott Elliott természettudós fedezte fel (az ő nevét őrzi a Scott Elliott-hágó).
1901 és 1905 között öt expedíciót is indítottak a hegységbe, érdemi új információk nélkül. 1905-ben képzett hegymászók próbáltak feljutni a csúcsokra, de ezt a kedvezőtlen időjárás meggátolta. A fő csúcsokra először Luigi Amedeo di Savoia, Abruzzo hercege mászott fel 1906-ban. A Luigi di Savoia-hegy az ő nevét viseli. Az expedíció térképészei készítették el  a hegység első, máig is használható 1:50 000 léptékű térképét.

## Kialakulása, felépítése
A hegyeket a földkéreg lemezeinek mozgása gyűrte fel a Kelet-afrikai árok északi, Albert-hasadékának nyugati peremén. Ősi jellegének megfelelően uralkodó kőzete a gránit. A nyugati lejtők meredeken törnek le, a keleti lejtők lépcsőzetesen ereszkedve olvadnak Uganda felföldjeibe.

## Domborzata, vízrajza
Domborzata erősen tagolt. A hat, mély völgyekkel elválasztott hegyet:
- Baker-hegy (4843 m),
- Emin-hegy (4798 m),
- Gessi-hegy (4715 m),
- Luigi di Savoia-hegy (4627 m),
- Speke-hegy (4890 m),
- Stanley-hegy (Ngaliema-hegy, 5109 m)[4]

száz méternél is mélyebb szurdokvölgyek választják el egymástól. Számos patakot gleccserek táplálnak.
Négy hegy egyetlen nagy tömbben csoportosul, az Emin-hegy és a Gessi-hegy tőlük valamivel északra emelkedik. A Stanley-hegy a legnagyobb. Jó néhány csúcsa közül a Margarita-csúcs (Margherita peak) az egész hegység legmagasabb csúcsa, és további nyolc társa magasodik 4800 m fölé.
A szurdokvölgyekben bővizű patakok rohannak. Legnagyobb vízfolyása a Mobuku folyó. Ez délen, a Luigi di Savoia-hegy közelében ered, és keletnek, az Albert-hasadék közepe felé tartva egyesül az északról jövő Bujukuval. A nyugati oldal meredek szurdokvölgyeinek vizét a Semliki folyó, a Nílus fő forrása gyűjti össze. A Bujuku felső folyásán, 3900 m magasan hullámzik a Bujuku-tó. A gerincek között további tengerszemek és mocsaras-vizenyős területek alakultak ki.

## Éghajlata
A trópusi esőerdők övéből emelkedik ki. Ennek megfelelően lábánál a levegő párás, a hegyeket többnyire felhők burkolják. A hóhatár 4100 m magasan van. A trópusi övre általánosan jellemző módon a napi hőingás nagyobb, mint az éves. Ez felfelé, a növényzet csökkenésével egyre markánsabban érezhető.

## A gleccserek
A globális felmelegedés hatásai miatt többen aggódva figyelik a Rwenzori gleccsereinek zsugorodását. Földtani adatok igazolják, hogy a hegység gleccserei valamikor egészen 1400 méterig lenyúltak, és a Rwenzorinak még 1906-ban is 43 elnevezett gleccsere volt a hegység hat hegyén. Ez az összesen 7,5 négyzetkilométer Afrika teljes gleccserterületének a fele. 2005-re ezeknek kevesebb, mint a fele maradt meg három hegyen, 1,5 négyzetkilométeren (így például az Erzsébet-csúcs és a Savoia-csúcs között as Koronázási-gleccser. A legutóbbi kutatások — így Richard Tayloré, a University College London professzoráé — a zsugorodást a felmelegedésnek tulajdonították. Azt is vizsgálják, hogyan hat mindez a hegyek vegetációjára és biodiverzitására.

## Élővilága

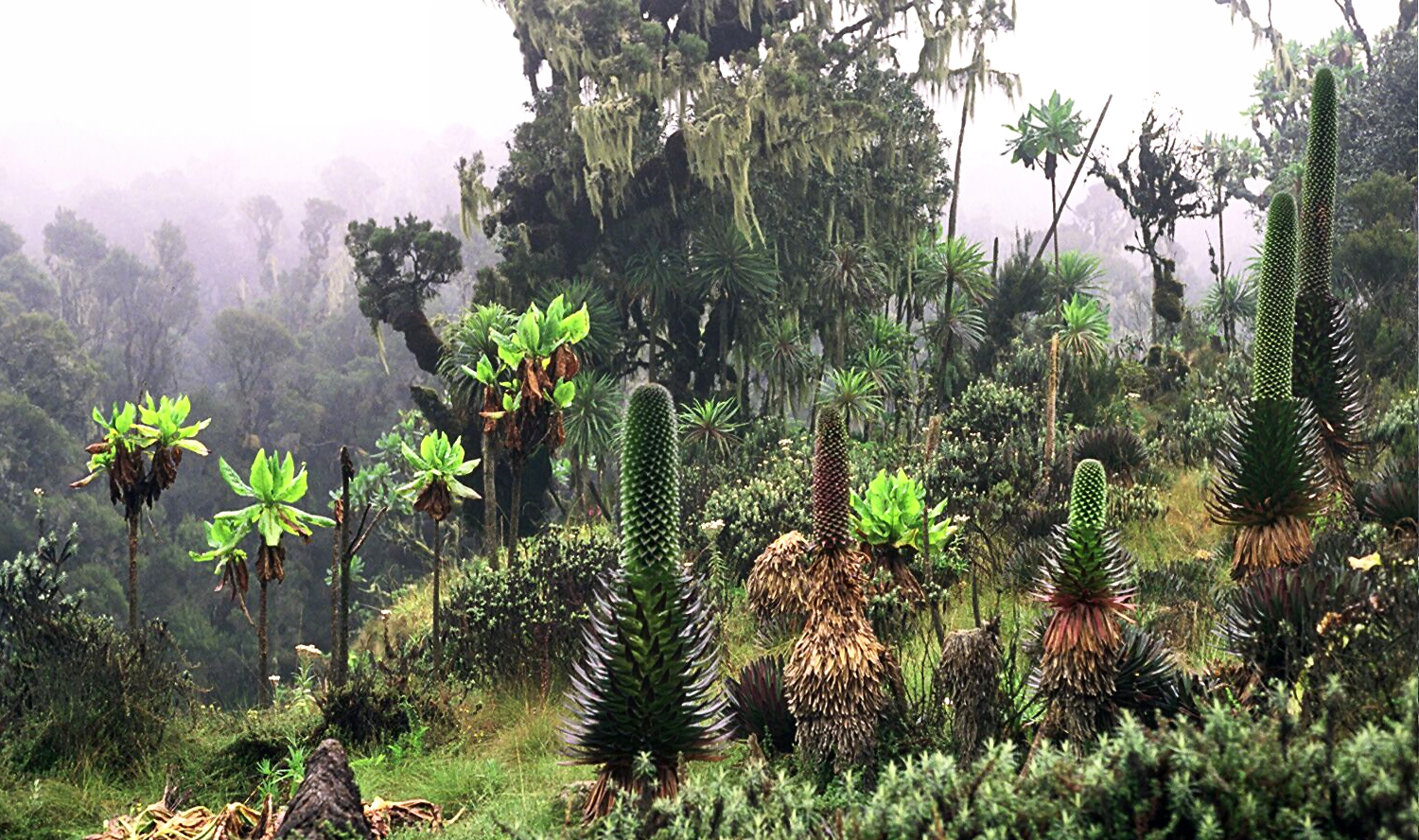
Növényvilág 3700 méter magasan

A hegylánc vegetációja a trópusi esőerdőktől a magashegyi rétekig változatos. A pleisztocén idején növényzetében az aggófűfélék közé tartozó Dendrosenecio és
a lobélia (Lobelia)-fajok domináltak, mára ezek az erdőhatár és a hóhatár közé szorultak vissza. Ugyancsak az eljegesedések idején voltak jellemzőek a tűlevelű fák és a palástfű-félék (Alchemilla spp.).
Mai növényzeti öveit sokan tanulmányozták, dokumentálták. Az alábbi összesítésben közölt övhatárok hozzávetőlegesek, lévén:
- az egyes szintek átmenete fokozatos;
- az egyes növénytársulások kialakulását a magasságon kívül a talaj minősége, a lejtirány és a lejtő meredeksége is befolyásolja,
- a szinthatárok helyzete hegyenként, sőt, lejtőnként más és más.

Faunája is híres; nevezetesek az erdei elefántok, a különféle emberszabású majmok és az endemikus madárfajok.
A növényzeti övek:
- szavanna (680–1800 m)
- örökzöld hegyvidéki erdő (1830–2440 m),
- bambuszos öv (vegyes erdő), 2440–3050 m[1], illetve 2500—3500 m[4])
- fenyér1. (3050–3350 m)
- fenyér2. (3350–3660 m)
- alhavasi gyep: mocsárrét (3660–4270 m), szúrós fűfélék (4270–4570 m)
- örök hó és fagy > 4270 m)[1][4]

Az örökzöld hegyvidéki erdő fölötti társulásokat (2440–4270 m) időnként összefoglaló néven „varázserdőnek” nevezik, mert emberfeletti méretűvé növő fajai más élőhelyeiken kicsik és jelentéktelenek. Több botanikus szerint ez az óriásnövés legalább részben az erős ibolyántúli sugárzásnak és esetleg a talaj nagy ásványi anyagtartalmának köszönhető. Lehet ebben szerepe a konkurencia hiányának is, mert eddig a magasságig a hagyományos fásszárú növények nem kapaszkodtak fel

### Szavanna
A ligetes szavanna növényzete főleg változatos lágyszárúakból, bokrokból ás fákból áll.
A lágyszárúak közt a legjellemzőbbek a fenyérfüvek:
- Pennisetum spp.,
- Imperata spp. stb.

Karakterfajok:
- bugás mügefű (Ixora coccinea)
- datolyapálma (Phoenix sp.),
- elefántfű (Saccharum ravennae).

Karakteres fásszárúi:
- akáciák (Acacia spp.) és
- Combretum spp.

A gerincesek közül jellemző az afrikai elefánt (Loxodonta africana).

### Örökzöld hegyvidéki erdő

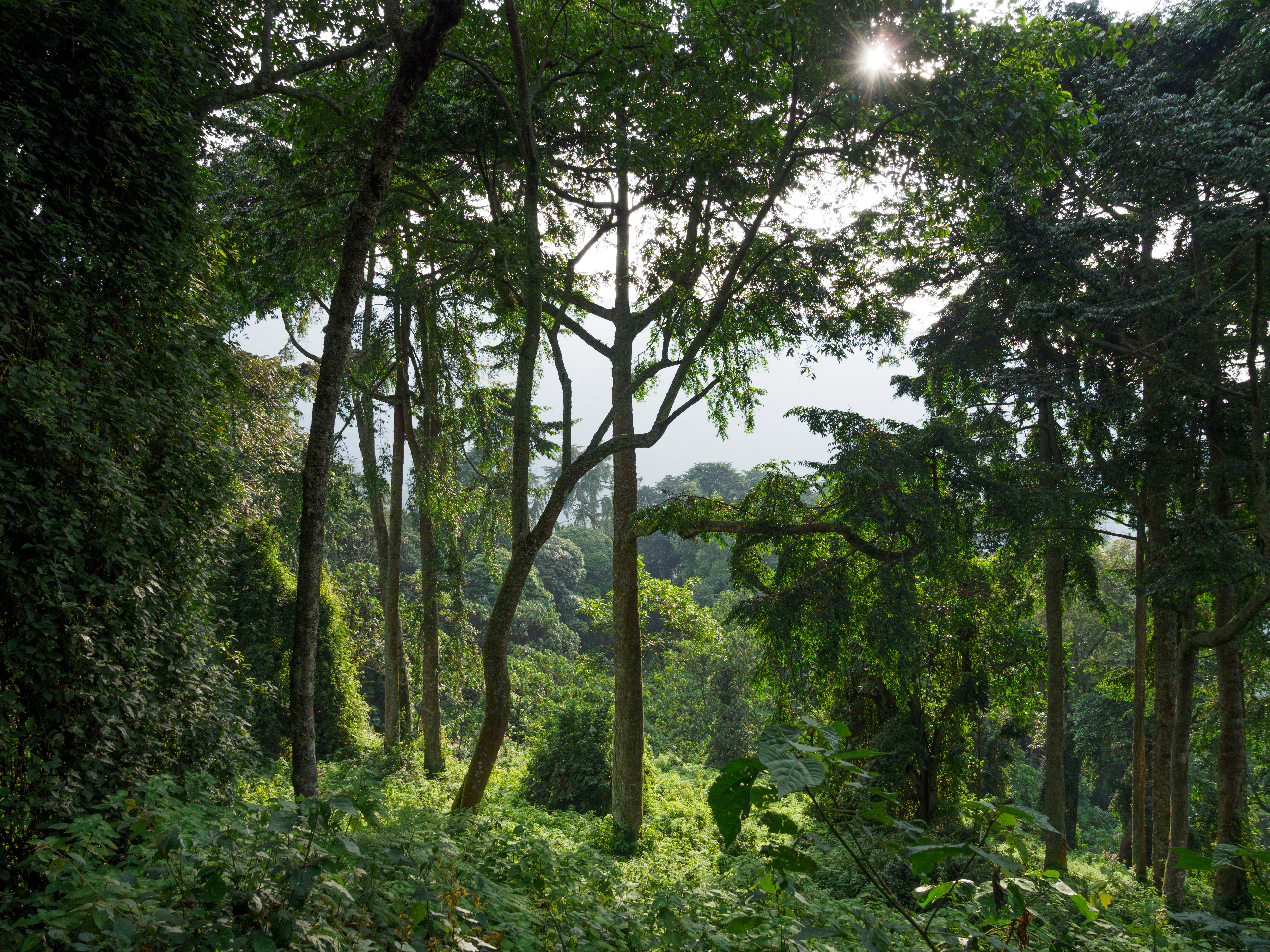
Az örökzöld hegyvidéki erdő

A fák középnagyok, a lombkoronaszint nem összefüggő. Karakterfajok:
- sárgavirágú kőtiszafa (sárga pagonyfa, Podocarpus latifolius)
- Podocarpus milanjianus
- vörös büdösfa (Prunus africana),
- mocsári manil (Symphonia globulifera)
- Vernonia adolfi-friderici
- begónia (Begonia spp.)
  - Begonia meyeri-johannis,
- copaiba balzsamfa (Daniellia oliveri),
- korallfa (Erithrina spp.),
- Musa spp. (vadbanán)
- páfrányfák (Cyatheales)

Jellegzetes gerincesek: erdei bivaly, ruwenzori majom, ruwenzori turákó

### Bambusz-zóna

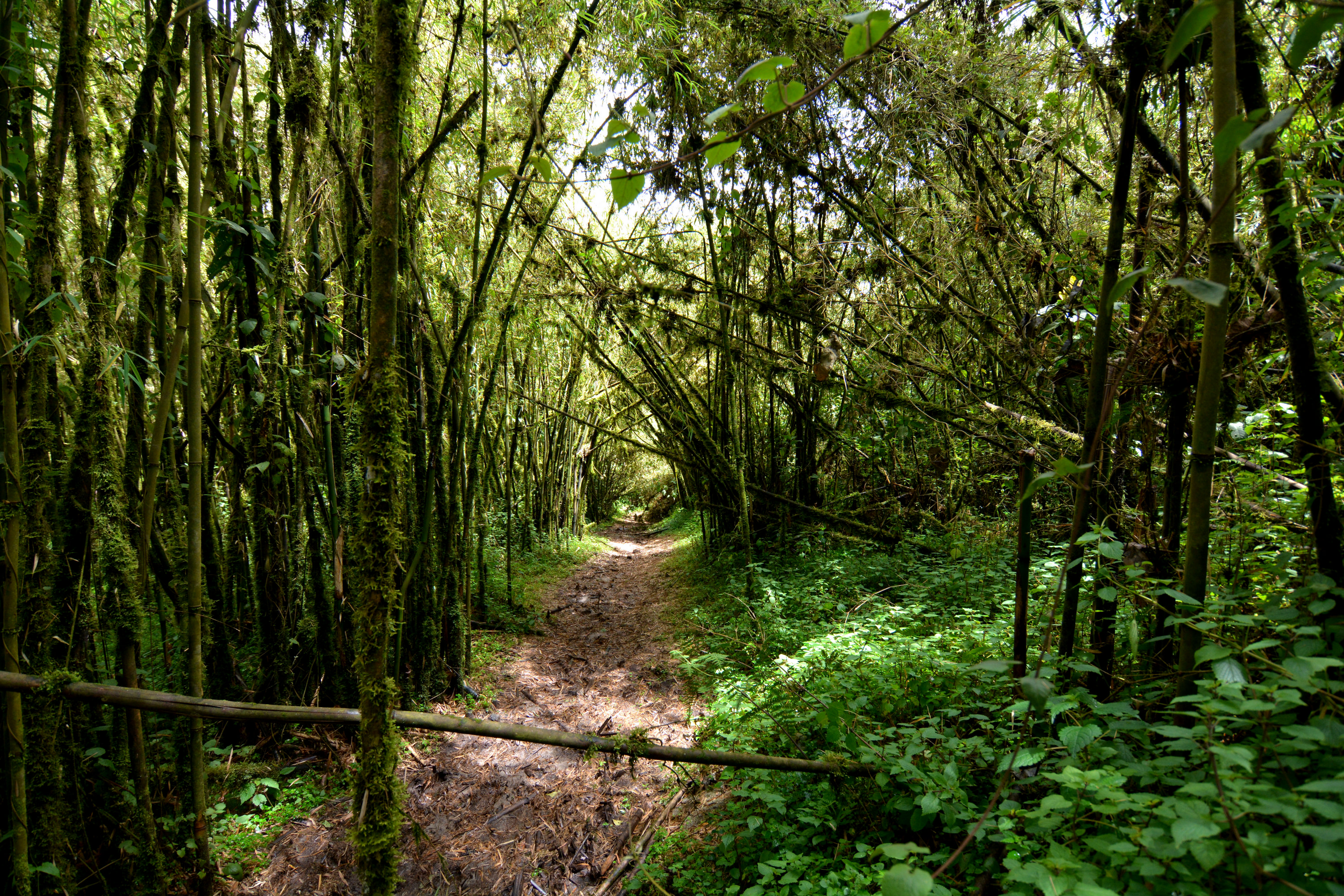
A Mahoma-tóhoz vezető „bambuszos ösvény”

Ez a zóna 2400—3500 m (leginkább 2600–2900 m) között fejlődik ki a tápanyagban gazdag talajú, lankás hegyoldalakon. Növényzete hegyi bambusszal elegyes erdő, a folyondárszint helyenként gazdag. Tiszta bambuszosokat csak a hegység Nyabitaba és Guyeoman nevű részein találunk 2900 m fölött egy szűk, alig 100 m-es magasságintervallumban. A talajt a bambuszlevelek vastag takarója borítja. Ahol a lejtő meredekebb, a bambuszokat mélyebb gyökerű bokrokból:
- medvekörömfélékből (Acanthaceae), pl.
  - Mimulopsis ellioti és
- sokféle  lobéliából (Lobelia spp.),
- földi orchideák és orchideafák (Bauhinia spp.?),
- Mimulopsis spp.
- ruwenzori szeder,
- ruwenzori kontyvirág.[1]

álló bozót helyettesíti. A keskeny gerincek növényzetének domináns faja a cserjés hanga (Erica arborea). További karakterfajok:
- Erica kingaensis,
- Erica (Philippia) johnstonii.

Jellemző gerincesek: erdei béka, gyümölcsdenevér, körömtelen vidra.

### Fenyér

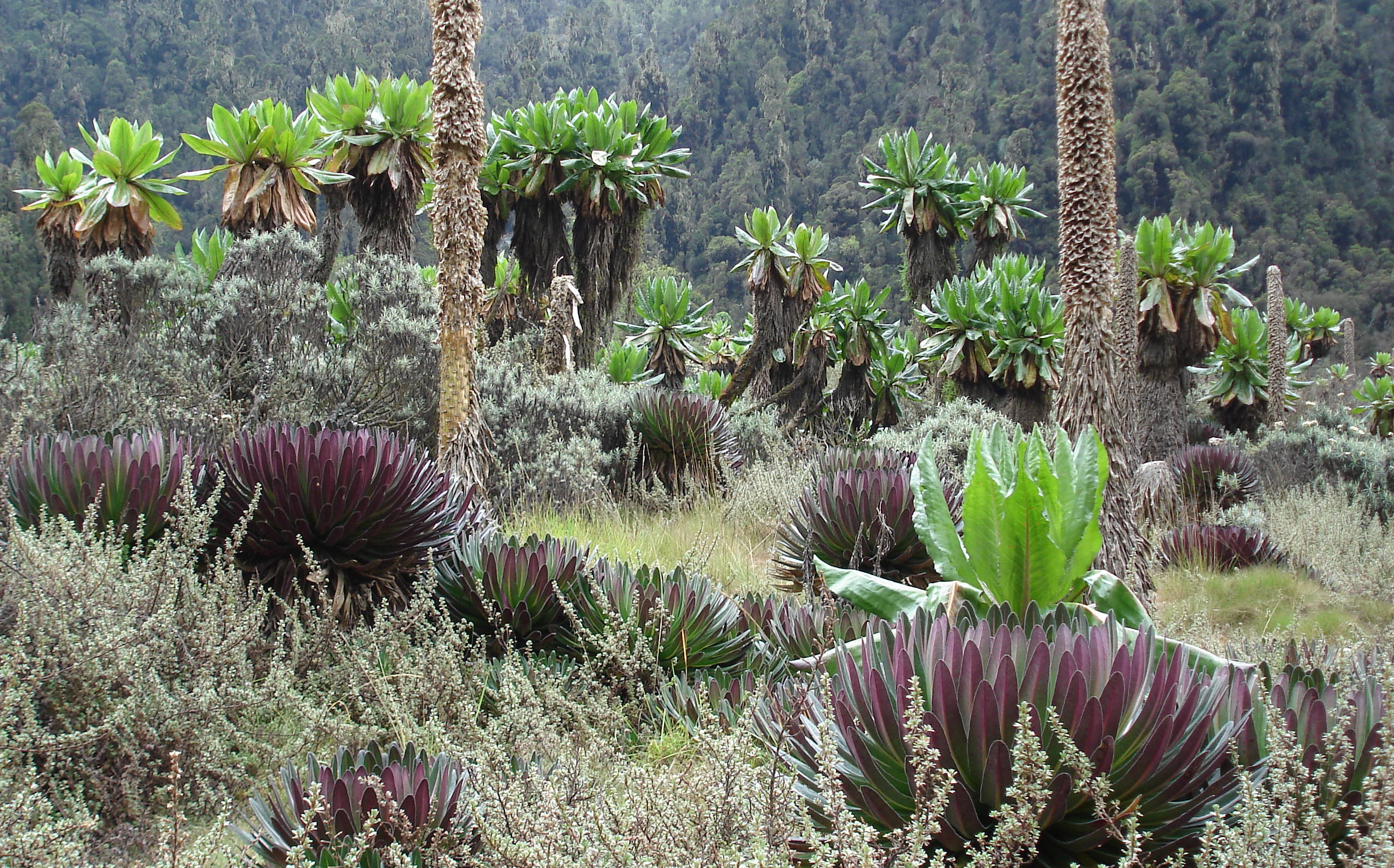
Lobélia üstökfák

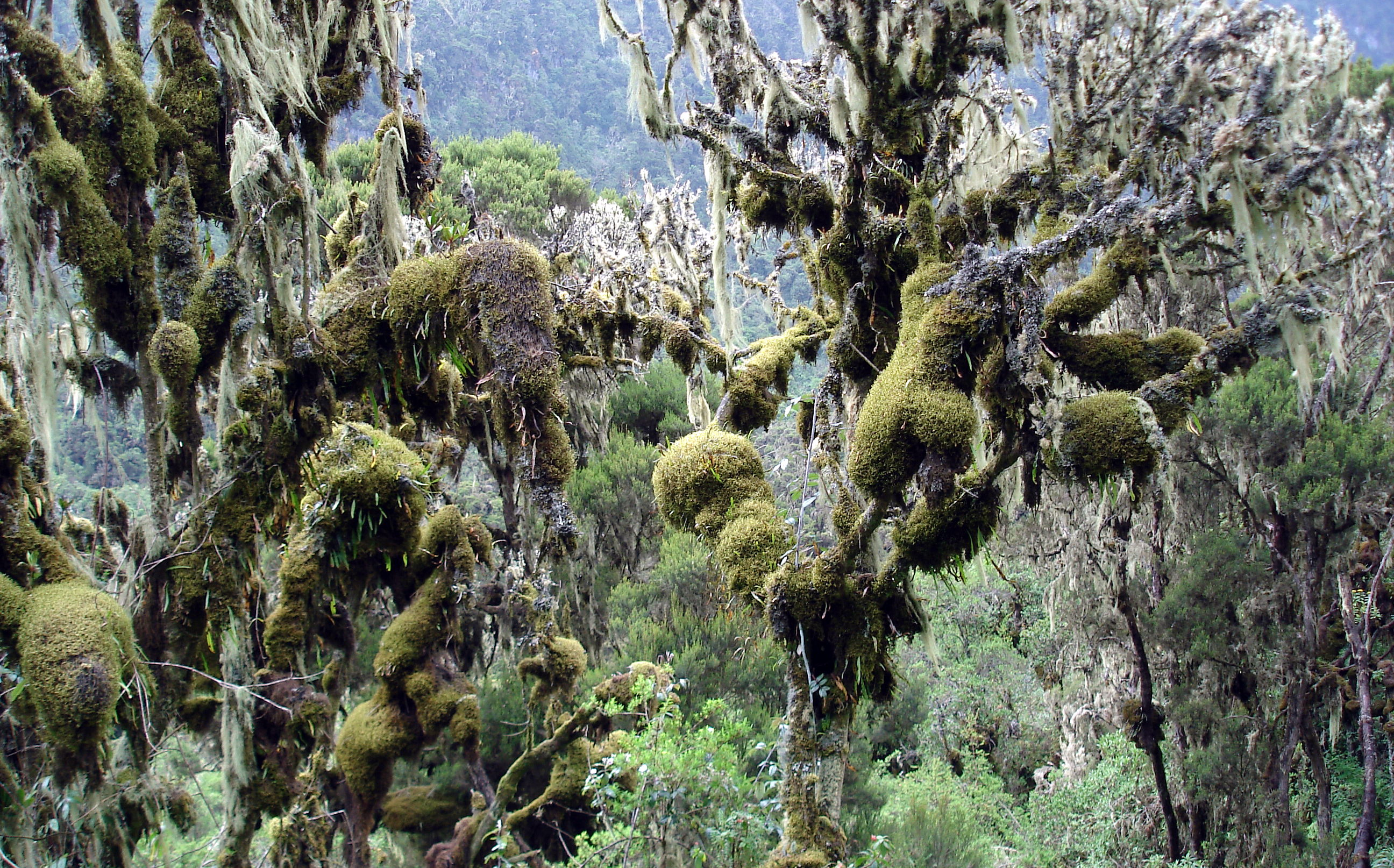
Fejlett moha- és zuzmószint a Nyabitaba-kunyhó és a John Matte kunyhó közötti szakaszon

3000 és 4000 m között, jellemzően a sovány talajú vagy sziklás felszíneken vagy vizenyős területeken fejlődött ki a paramo-növényzet és az alpesi törpefenyvesek afrikai analógja a paramo-növényzetre jellemző törzsszukkulens üstökösfákkal. Dél-amerikai analógjaiktól eltérően az afrikai üstökösfák kétszikűek, köztük zömmel
- az aggófűfélék közé tartozó Dendrosenecio és
- a lobélia (Lobelia)

nemzetségek fajai dominálnak.
A zsombékoló üstökösfákról tőzegmohák (Sphagnopsida) csüngenek. Jellemzőek a különböző kosborformák (Orchidoideae):
- Disa stairsi,
- Spathoglottis sp.[4]

Két szintjét különítik el:
1. Az alsó szint inkább törpefenyves jellegű. Jellemző cserjéje a Myrsine (Rapanea) rhododendroides törpefa, amelynek neve arra utal, hogy levelei a rododendronokéihoz hasonlítanak. Karakteresek a hat–tizenkét méter magasra is megnövő cserjés hangáik (Erica arborea). A moha- és zuzmószintben a tőzegmohák mellett jellemzőek a szakállzuzmók (Usnea spp.).
Jellemző gerinces állata a háromszarvú kaméleon (Trioceros jacksonii).}
2. A fölső szint elegyes: benne a hangafélék mellett már üstökfák is szép számmal előfordulnak. Közöttük egyebek közt egy endemikus nebáncsvirág (Impatiens rumsorrensis) is nő.
Jellemző gerinces állata a ruwenzori fakúszó borz (Dendrohyrax arboreus ruwenzorii). Egészen idáig felhatol a ruwenzori leopárd, az afrikai leopárd (Panthera pardus pardus) helyi, alfajnak hivatalosan el nem fogadott változata. Itt él a kaffersas (Aquila verreauxi) és a hegyi ölyv.

### Alhavasi gyep

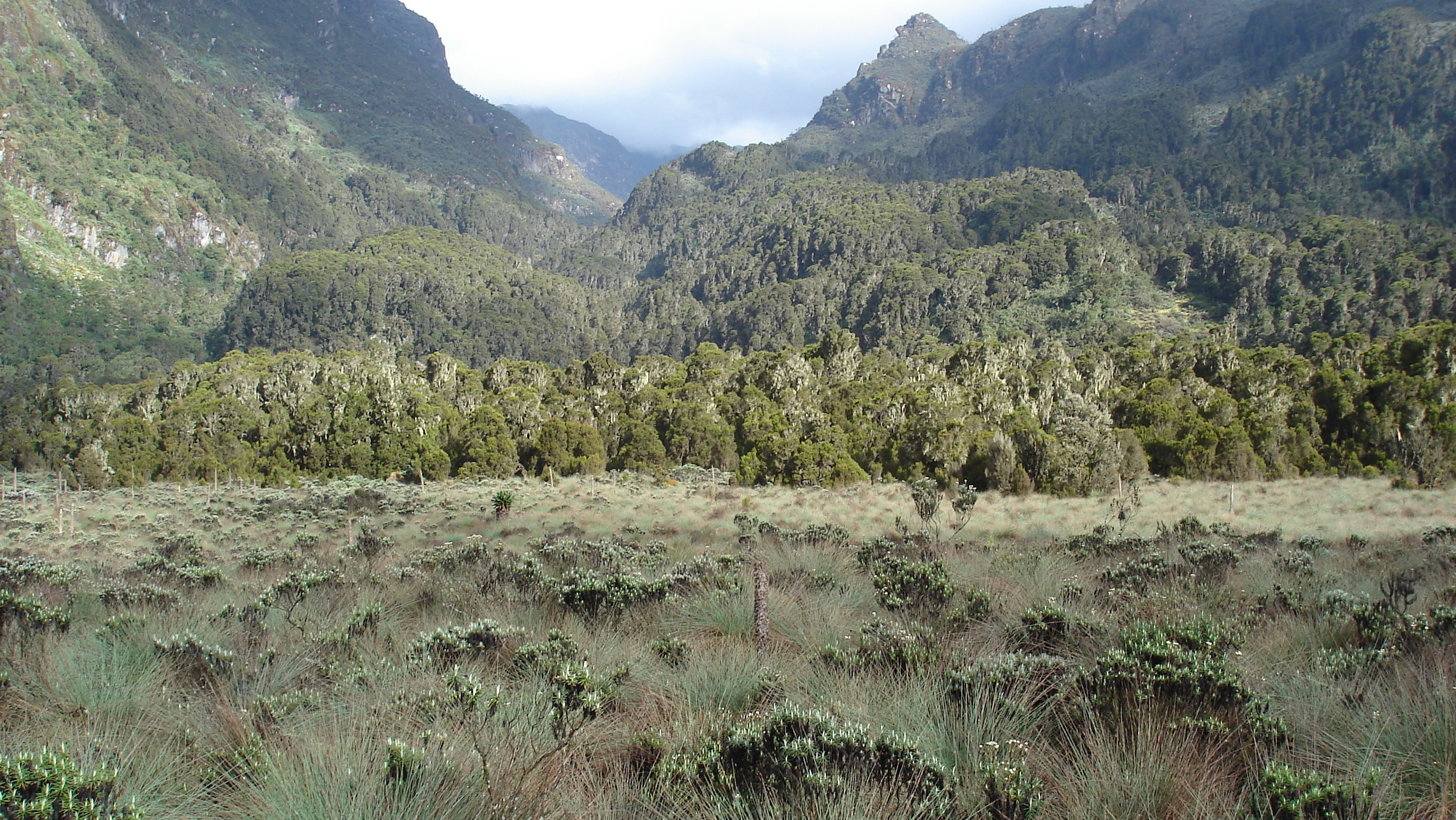
Az alsó Bigo-láp

Az alhavasi gyep mozaikos jellegű; az egyes terep-, illetve talajtípusokon kialakult fajtáit azok karakterfajai alapján különböztetjük meg:
A tengerszemek mellett, a völgytalpakon és a vizenyős laposokon a hanga- (Erica) fajok visszaszorulnak, és az az üstökfák (Lobelia, Dendrosenecio) kerülnek többségbe:
- Dendrosenecio adnivalis,
- Dendrosenecio longeligulatus?[1]

Ez az afrikai paramo-növényzet, amelynek nevezetességei a három méternél is magasabbra növő, kék lobéliák:
- Lobelia bequaertii,
- Lobelia  wollastonii.

Jellegzetesek a szalmagyopárok (Helichrysum stuhlumani) és a palástfüvek (Alchemilla spp.). A zsombékosokban a sás (Carex tussocks, Carex runsorrensis) dominál.
Jellegzetes törpefája az orbáncfüvek közé tartozó Hypericum bequaertii. Ez fatermetűre nő meg és tulipán méretű, narancssárga virágokat hoz.
Karakterfajaik alapján az alhavasi öv növényzetét öt társulásra bontják:
- aggófüves
- szalmagyopáros bozót
- palástfüves
- zsombéksásos
- sásos láp

Jellemző gerincesek:
- Dartmouth-mézmadár,
- alpesi sarlósfecske,
- földikutya,
- aranyvakond.

### Örök hó és fagy
A hótakaróból, illetve a gleccserekből kiálló sziklákon mohák és zuzmók telepszenek meg.